# Bradley McGee
Bradley McGee (Sydney, 24 de fevereiro de 1976) é um ciclista profissional australiano. É medalhista nos Jogos Olímpicos no ciclismo de pista.